# كورت جيرون

كورت جيرون (11 مايو 1897 - 28 أكتوبر 1944) هو ممثل ألماني يهودي، قُتل هو وزوجته في الهولوكوست.

## روابط خارجية
- كورت جيرون على موقع IMDb (الإنجليزية)
- كورت جيرون على موقع ألو سيني (الفرنسية)
- كورت جيرون على موقع ميوزك برينز (الإنجليزية)
- كورت جيرون على موقع أول موفي (الإنجليزية)
- كورت جيرون على موقع قاعدة بيانات الأفلام السويدية (السويدية)
- كورت جيرون على موقع ديسكوغز (الإنجليزية)
- كورت جيرون على موقع قاعدة بيانات الفيلم (الإنجليزية)
- كورت جيرون على موقع كينوبويسك (الروسية)